# Wilhelm Leibl
Wilhelm Maria Hubertus Leibl (Colonia, 23 ottobre 1844 – Würzburg, 4 dicembre 1900) è stato un pittore tedesco.

## Biografia
Era il quinto dei sei figli del direttore musicale del Duomo di Colonia Carl Leibl e di Maria Gertrud Lemper.
Dopo aver studiato all'Accademia di Monaco di Baviera, nel 1869 incontrò Gustave Courbet, allora in Germania per tenere diverse mostre.

Il realismo di Courbet nel dipingere direttamente la natura entusiasmò Leibl, inducendolo ad osservare i soggetti delle sue opere in modo sempre più oggettivo.

Le opere di Leibl, che già riflettevano la sua ammirazione per gli antichi maestri olandesi (in particolare per Rembrandt), divennero allora più sciolti nello stile e con colori fittamente spazzolati su sfondi scuri.

Nei mesi seguenti Leibl visse per alcuni mesi a Parigi, lavorando con Courbet e rinforzando il suo attaccamento al realismo.

Durante questo soggiorno ebbe l'opportunità di incontrare alcuni tra i più importanti impressionisti, tra cui Édouard Manet.

Questi incontri spinsero Leibl a dipingere senza disegni preliminari, lavorando direttamente ed istintivamente col colore, riproducendo quello che vide con un tocco vigoroso e sicuro; un metodo che ha paralleli con l'impressionismo.
Tuttavia, a causa dello scoppio della guerra franco-prussiana, fu costretto a tornare in Germania, dove visse a Monaco di Baviera fino al 1873, per poi trasferirsi in alcuni piccoli villaggi dell'isolata campagna bavarese.

In questi anni dipinse ritratti di contadini e scene di vita paesana di tutti i giorni.

Il suo stile si basa su una registrazione diretta e attenta della natura e delle figure, descritte senza il sentimentalismo tipico dell'arte tedesca del periodo, sempre rifiutato da Leibl che si indirizzò verso un intenso realismo.

Col passare degli anni la dura luminosità lascia il posto a profili più morbidi: al disegno disciplinato e alla superba tecnica forte e marcata si affianca una nuova precisione e meticolosità per i dettagli, osservati sempre con grande attenzione.
Leibl continuò a dipingere fino alla morte, avvenuta a Würzburg il 4 dicembre 1900.
Negli anni seguenti le sue opere influenzarono il movimento della Nuova oggettività, in particolare per il modo di rendere su tela le figure ed i ritratti.